# Mesosemia zikla
Mesosemia zikla is een vlindersoort uit de familie van de prachtvlinders (Riodinidae), onderfamilie Riodininae.
Mesosemia zikla werd in 1869 beschreven door Hewitson.